# Hit Pajzsa-díj
A Parma fidei – Hit pajzsa kitüntetést azoknak az élő egyházi személyeknek ítélik oda, akik a kommunista diktatúra alatt is hűségesek maradtak hitükhöz, magyarságukhoz. A díjat 2002-ben Horváth Béla kisgazda országgyűlési képviselő, valamint Gyurkovics Tibor író alapította. A díjat a kommunista diktatúrák áldozatainak emléknapja (február 25.) alkalmából adják át minden esztendőben.
2020-ban jelent meg Horváth Béla A HIT PAJZSA-DÍJ története képekben 2002–2020 című könyve az Antológia Kiadó kiadásában.
2022-ben jelent meg Horváth Béla és Nagy Viktória Angelika HIT PAJZSA DÍJASOK A MÁRIA RÁDIÓBAN című könyve az Antológia Kiadó gondozásában, ami az elhangzott stúdió-beszélgetéseket tartalmazza.
2024-ben jelent meg Horváth Béla: Krisztusba kapaszkodva, Emléknap és Hit Pajzsa Díj a kommunizmus áldozatainak, Parma fidei – Hit pajzsa díj Alapítvány, Budapest.

## Kitüntetettek
- 2002 – Bolberitz Pál professzor
- 2003 – Olofsson Placid bencés szerzetes[2]
- 2004 – László Gábor, a Regnum Marianum papi közösségének akkor legidősebb tagja[3]
- 2005 – Szendi József nyugalmazott veszprémi érsek[4]
- 2006 – Punk Gemma ciszterci apátnő
- 2007 – Kerényi Lajos piarista szerzetes, plébános[5]
- 2008 – Bálint József jezsuita szerzetes
- 2009 – Kuklay Antal körömi plébános
- 2010 – Regőczi István atya, „Isten vándora”
- 2011 – Rédly Elemér, pápai prelátus, kanonok, győri plébános, a Győri Hittudományi Főiskola tanára
- 2012 – Katona István atya, az Emmausz Katolikus Karizmatikus Közösség lelki vezetője[6]
- 2013 – Brusznyai József, nyugalmazott esperes, volt dunakeszi plébános
- 2014 – Czike Imre János atya, ciszterci szerzetes[7]
- 2015 – Györgydeák Márton, a Felső-krisztinavárosi Keresztelő Szent János Plébánia plébánosa[8]
- 2016 – Balás Béla, a Kaposvári egyházmegye püspöke[9]
- 2017 – Pásztor Győző kanonok, dabas-sári plébános[10]
- 2018 – Hargitai Anna M. Magna  SDR nővér, a Szent Margit Gimnázium rendi igazgatóhelyettese[11]
- 2019 – Szabó Ferenc jezsuita szerzetes[12]
- 2020 – Imre Margit Ágota OSBM nővér, volt bazilita tartományfőnök, az első görögkatolikus díjazott.[13]
- 2021 – Magyar Pálos Rend (hat legidősebb tagja: Borsos János József, Botfai József Levente, Imre János Csanád, Temesvári Károly Benedek, Tölgyes Tibor Kálmán, Udvarnoky László István) és Jakab Gábor Kolozsvár-Kerekdombi plébános[14]
- 2022 – Kontra Éva testvér, a Magyarok Nagyasszonya Társaság első általános elöljárója és Tamás József romániai magyar katolikus püspök[15]
- 2023 – Pavlics István kanonok, Jánosháza nyug. plébánosa(† 2024)  és a beregszászi Dr. Ortutay Elemér görögkatolikus Központ vezetője, Marosi    István atya[16]
- 2024 – Sebők Sándor fóti plébános, regnumi atya[17] és posztumusz Lénár Károly (1923–2005) pápai káplán[18]
- 2025 – Bábel Balázs kalocsa-kecskeméti érsek[19][20]